# Sophia Juliane von Schwarzburg-Rudolstadt

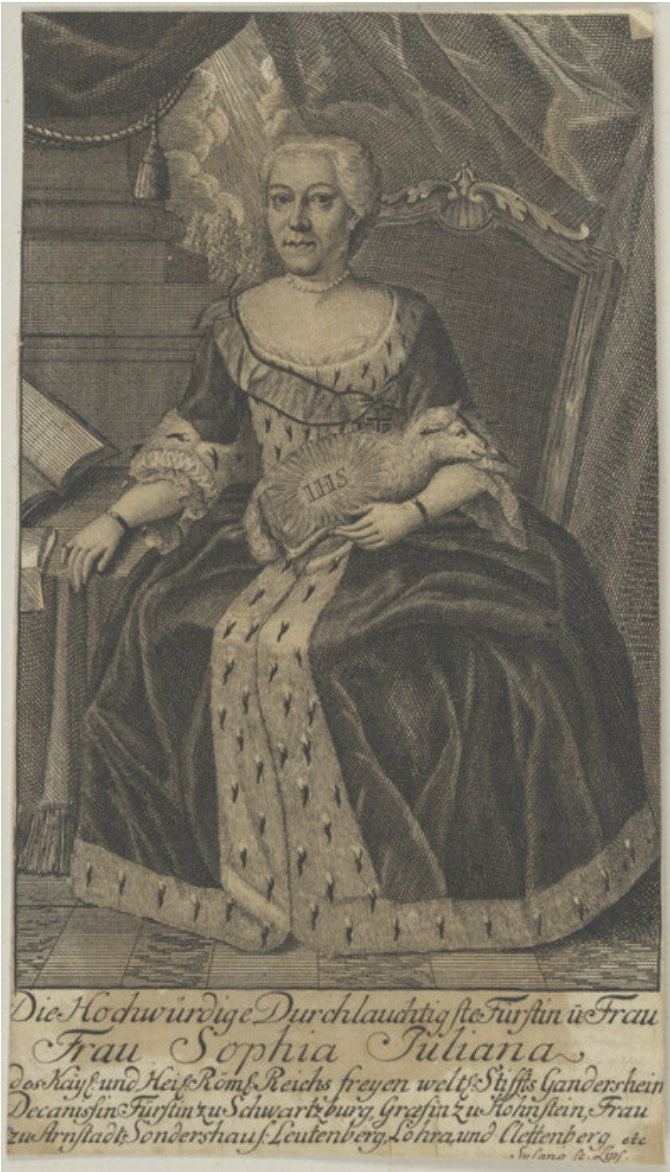
Sophia Juliane von Schwarzburg-Rudolstadt

Sophia Juliane, Gräfin von Schwarzburg-Rudolstadt (* 6. Märzjul. / 16. März 1639greg.; † 17. Februarjul. / 27. Februar 1672greg. oder * 3. Märzjul. / 13. März 1639greg.; † 14. Februarjul. / 24. Februar 1672greg. in Rudolstadt) war eine Dichterin geistlicher Lieder.

## Leben
Sophia Juliane von Schwarzburg-Rudolstadts Eltern waren Ludwig Günther, Graf von Schwarzburg-Rudolstadt und Aemilia Antonia, geborene Gräfin von Oldenburg. Zu ihren Schwestern zählten Ludämilia Elisabeth, Gräfin von Schwarzburg-Rudolstadt und Christiane Magdalena, Gräfin von Schwarzburg-Rudolstadt. Ihre Cousine und Schwägerin war Aemilia Juliane, Gräfin von Schwarzburg-Rudolstadt.
Sophia Juliane von Schwarzburg-Rudolstadt wuchs in Rudolstadt auf. Ihr Umfeld war von der christlich lutherischen Lehre geprägt. Da Aemilia Juliane von Schwarzburg-Rudolstadt ihre Eltern früh verloren hatte, kam sie 1647 im Alter von zehn Jahren nach Rudolstadt, wo sie zusammen mit Sophia Juliane von Schwarzburg-Rudolstadt und Ludämilia Elisabeth von Schwarzburg-Rudolstadt erzogen und von Magister Johann Hedwig belehrt wurde. Sophia Juliana von Schwarzburg-Rudolstadt war die älteste der Geschwister. Besonders hervorgehoben wird ihre Demütigkeit gegenüber Jesus. Ihr Herz sei Jesus vollkommen ergeben gewesen. So gelte „Jesus“ auch als ihr erstes und letztes Wort. Ihre Schwester Ludämilia Elisabeth von Schwarzburg-Rudolstadt verlobte sich 1671 mit Christian Wilhelm, dem Grafen von Schwarzburg-Sondershausen zu Rudolstadt. Bei einem Besuch in Sondershausen erhielt Ludämilia Elisabeth von Schwarzburg-Rudolstadt die Nachricht, dass ihre Schwester Sophia Juliane von Schwarzburg-Rudolstadt an den epidemisch wütenden Masern erkrankt sei. Daraufhin kehrte sie sofort nach Rudolstadt zurück, um ihre Schwester zu pflegen. Sie dichtete jedoch am Sterbebett ihrer Schwester, ihr letztes Lied, bevor sie selbst an der Masernerkrankung verstarb. Dieser Krankheit unterlag noch im selben Jahr auch die dritte Schwester Christiane Magdalena von Schwarzburg-Rudolstadt.
In der Leichenpredigtsammlung von Justus Söffing wird Sophia Juliane von Schwarzburg-Rudolstadt in der ihr gewidmeten Leichenpredigt von M. Johann-Georg Rothen, mit Juliana von Nikomedia verglichen, deren christlichen Märtyreritod, heiliggesprochen wurde. Deren Namenstag ist der 16. Februar. Sophia Juliane von Schwarzburg-Rudolstadt wurde nach dem julianischen Kalender am Namenstag der Juliana von Nikomedia begraben. Damals war in Nord-, sowie in Mitteldeutschland der julianische Kalender in Gebrauch. Diese Regionen waren von der evangelischen Glaubensausrichtung geprägt, während sich die katholischen Gebiete bereits am gregorianischen Kalender orientierten. Unterstrichen wird in dieser Leichenpredigt wiederholt ihre Nähe zu Jesus. Sie sei „unter der seeligmachenden Erkäntnis und süssen Bekentnis ihres einiggeliebten Jesu [...] unter Christen / und unter schönen Trost der Schriften / Heldenmuthig und sanfft seelig entschlaffen“. Der Umgang der Angehörigen mit dem Tod der drei Schwestern wird hochgelobt, wobei argumentativ der Protestantismus über den Katholizismus gestellt wird.

## Werk
Die drei Gräfinnen Sophia Juliane von Schwarzburg-Rudolstadts, Ludämilia Elisabeth von Schwarzburg-Rudolstadt und Aemilia Juliane von Schwarzburg-Rudolstadt waren geistliche Dichterinnen. Der Professor für deutsche Literatur und Kurator für die deutsche Literatursammlung der Yale-Universität Curt von Fabre du Faur hob Ludämilia Elisabeth von Schwarzburg-Rudolstadt und Aemilia Juliane von Schwarzburg-Rudolstadt 1969 als die bemerkenswertesten unter den frommen Dichterinnen am Rudolstädter Hof hervor. Allerdings wird bei Johann Traugott Löschke vermerkt, dass Sophia Juliana von Schwarzburg-Rudolstadt mehrere Gesänge verfasst habe, die jedoch nicht mehr aufzufinden seien. Ludämilia Elisabeth von Schwarzburg-Rudolstadt hinterließ mehr als 85 Hymnen. Als Anhang zu den Predigten des Hofpredigers Johann Georg Roth sind unter dem Titel Anhang Schöner Gedanken, eine Sammlung von einem Gedicht von Sophia Juliana von Schwarzburg-Rudolstadt und vier Gedichte Ludämilia Elisabeths von Schwarzburg-Rudolstadt abgedruckt. Das Faksimile ist nicht mehr aufzufinden. Der Text ist den Angehörigen der verstorbenen Mutter gewidmet und wurde 1671 in der Wittumsresidenz zu Leutenburg zum ersten Mal vorgetragen. 1675 wurde der Text durch Freyschmid- und Königs- bergischen Druck herausgegeben. Johann Georg Roth vermerkt im Einstieg zum Anhang: „Anhang schöner Gedanken zweier nunmehr in Gott seligruhenden Christgräfflichen Schwester=Hertzen/ welche wie sie öffters gepflogen/ den Inhalt oder die Haupt=Sache derer Predigten in Andächtige Gesänge abzufassen/ also dem wohlempfundenen Geschmack der kurz vor Dero Abzuge aus Dero Hochseligen Frau Mutter gewesenen Wittums=Residenz zu Leutenberg/ vorgetragenen Gnaden= Milch und Trost=Honigs/ in andächtigen Liedern und Reden entdecket. Zu schuldigen Nachruhm und immer grünenden Gedächtnis/ Aus unvergessener Danckbarkeit hierher angefüget/ Von Dero Christ=seelig Gnade daselbst sieben Jahr...gewesenen Seelsorger Johann Georg Rothe.“ Das zweite Gedicht der Sammlung und zwei Gebete werden Sophia Juliane von Schwarzburg-Rudolstadt zugewiesen.
Weiter formulierte Juliane von Schwarzburg-Rudolstadt geistliche Syllogismen, die sehr viel Trost gespendet haben mussten: „Wer gläubt und getauft wird, der wird selig. Ich glaube, und bin getaufft, darum werde ich selig. Alle die an den Sohn Gottes gläuben, sollen nicht verlohren werden, sondern das ewige Leben haben. Ich gläube an den Sohn Gottes, meinen JESUM: Drüm werde ich nicht verloren, sondern werde das ewige Leben haben. CHristus hat sich selbst für alle dahin gegeben zur Erlösung. Je dero wegen so hat er auch mich erlöst. Ich bin ein selig Kind, nichts kann mich scheiden von der Liebe GOttes. Wer in Glaube zu JESU kömmt, der wird selig. Ich komme also zu ihm, drüm werde ich selig.“

## Schriften (Auswahl)
- Lieder in: Johann Georg Roth. A .[OMEGA].. Süsse Gnaden-Milch und Kräfftiger Trost-Honig .... Freyschmidt, Rudolstadt 1675. S. 100–102.